# На третьей степени
На третьей степени (англ. The Third Degree) — американская мелодрама режиссёра Майкла Кертица, выпущенная Warner Bros. в 1926 году. Основана на одноимённой популярной пьесе 1909 года, написанной Чарльзом Кляйном. Немое кино. Первый американский фильм Майкла Кертица .

## Сюжет
Цирковая артистка Алисия бросает мужа и ребёнка, чтобы сбежать с Андервудом, своим красивым любовником. Пятнадцать лет спустя Энни, брошенная дочь Алисии, выступает на трапеции в цирке в Кони-Айленде, которым руководят Мистер и миссис Чабб. Кроме этого, Энни вышла замуж за Говарда Джеффриса, несмотря на несогласие его богатых родителей.
Джеффрис-старший нанимает человека в лице Андервуда, чтобы разлучить молодую пару. Андервуд убеждает молодоженов, что каждый из них неверен другому. Ему угрожает Говард. Доведенная до бешенства требованиями Андервуда, Алисия стреляет в него в ссоре и убегает, как только входит Говард. Несмотря на свою невиновность, Говард был обвинён в преступлении. Энни, понимая причастность своей матери, заявляет, что она сама совершила преступление, но Алисия в конце концов признается в содеянном.

## В ролях
- Долорес Костелло — Энни Дейли
- Луиза Дрессер — Алисия Дейли
- Джейсон Робардс-старший — Ховард Джеффрис-младший
- Кейт Прайс — миссис Чабб
- Дэвид Торренс — Ховард Джеффрис-старший
- Михаил Вавич — Клинтон

## Сборы
По данным Warner Bros., сборы фильма составляют $269 000 в США и $144 000 за рубежом.

## Консервация
Копия фильма хранится в Библиотеке Конгресса. 16-миллиметровая копия фильма хранится также в Центре исследований кино и театра в Висконсине.